# ابراهیم فرسانی
ابراهیم بن ابی‌بکر بن علی فَرَسانی ملقب به سری‌الدین (؟ -۱۲۲۹م) قاضی صنعا و فقیه یمنی بود. از او آثاری در اصول مذهب اشعری به‌جامانده است. شهرتش به فَرَسانی از انتساب او به جزایر فرسان در دریای سرخ است.